# انام-دانگ
انام-دانگ (به لاتین: Anam-dong) یک منطقهٔ مسکونی در کره جنوبی است.